# Battaglia dei centauri
La Battaglia dei centauri o Centauromachia è un altorilievo marmoreo (80,5x88 cm) di Michelangelo Buonarroti, databile al 1492 circa e conservato nella casa Buonarroti a Firenze.

## Storia
Di poco posteriore alla Madonna della Scala, la Battaglia dei centauri è databile agli anni della formazione al giardino di San Marco dello scultore adolescente. Secondo Condivi e Vasari l'opera, la prima di una lunga serie di incompiuti, fu eseguita per Lorenzo il Magnifico su un soggetto proposto da Agnolo Poliziano. I due biografi non concordano sull'identificazione di questo soggetto, che per il Condivi sarebbe il Ratto de Deianira e la zuffa de Centauri mentre per il Vasari è la Battaglia di Ercole coi Centauri. L'ipotesi più probabile, nonostante il titolo ormai usato in tutta la letteratura, sembra essere il primo, poiché qua e là si scorge anche qualche donna: in alto a sinistra e a destra, dietro l'uomo dal torso ben tornito.
Altri studiosi hanno ipotizzato che il rilievo, nel dettaglio, rappresentasse le favole di Igino, Teseo in Dante Alighieri, Teseo contro i centauri, o il ratto di Ippodamia da parte del centauro Eurito durante le sue nozze con Piritoo, che diede origine alla battaglia fra Centauri e Lapiti, come descritto ne Le metamorfosi di Ovidio (libro XII). L'opera è da sempre ricordata nel palazzo dei Buonarroti.

## Descrizione
La lastra, inquadrata da una fascia irregolare, mostra una massa di figure impegnate in una confusa lotta. Al centro spicca un giovane con il braccio alzato, nella posizione che nei sarcofagi romani era riservata ai generali a cavallo. Attorno a lui si sviluppa un groviglio di corpi che, nelle figure più sporgenti, crea una sorta di piramide visiva che ha il vertice proprio nella sua testa. Tra questi personaggi più spiccati della fascia mediana si vedono, da sinistra, un uomo canuto che sta per scagliare una grossa pietra squadrata, un uomo raffigurato interamente mentre compie una torsione verso destra, e una zuffa di almeno cinque personaggi principali le cui braccia compongono un nodo inestricabile: uno di spalle trascina per i capelli un secondo, che è tenuto alla vita da un terzo uomo che col braccio destro afferra le spalle di un gruppo di due figure, una donna che strozza col braccio un uomo che tenta di liberarsi. Più isolata la battaglia infuria tra figure dal rilievo meno pronunciato; più in basso si scorgono i perdenti: un uomo seduto che si ripara la testa, un centauro abbattuto, un uomo che si sta accasciando e due lottatori uno sopra l'altro, in posizione pressoché identica, con quello dietro che si sta avventando su quello davanti armato di un sasso.
Le figure si confondono le une con le altre, talvolta emergendo con forza dallo sfondo, talvolta appena sporgenti, con una straordinaria abilità nello sfruttare le potenzialità del marmo per creare diversi piani spaziali. A parte l'ispirazione mitologico-letteraria è chiaro che all'artista interessava soprattutto esplorare il tema del nudo umano, analizzato in pose diverse e in differenti situazioni di tensione muscolare, che divenne in seguito uno dei temi più peculiari della sua arte, basti pensare al Giudizio universale. Per questo rilievo Michelangelo si rifece sia ai sarcofagi romani, sia alle formelle dei pulpiti di Giovanni Pisano, e guardò anche al contemporaneo rilievo bronzeo di Bertoldo di Giovanni, suo maestro al giardino di San Marco con una battaglia di cavalieri (oggi al Bargello), a sua volta ripreso da un sarcofago del Camposanto di Pisa. Ma appare evidente che per Michelangelo i modelli, soprattutto quelli antichi, non sono un repertorio in cui pescare per imitare, bensì il frutto di miti e passioni umane, la cui espressione, attualizzata con consapevolezza, gli permetteva di ricreare l'antico con stupefacente virtuosismo. I riferimenti sono però sorpassati dal giovane artista, che esalta il dinamismo e l'anatomia, con gesti fluidi e una notevole efficacia compositiva.